# Filmfestival van Cannes 2017
Het 70ste Filmfestival van Cannes was een internationaal filmfestival dat plaatsvond in Cannes, Frankrijk van 17 tot 28 mei 2017.
Het festival opende met de film Les Fantômes d'Ismaël van Arnaud Desplechin.

## Competitie

### Jury
De internationale jury:
| Naam    | Naam                             | Beroep                                            | Land             |
| ------- | -------------------------------- | ------------------------------------------------- | ---------------- |
|         | Pedro Almodóvar (juryvoorzitter) | Filmregisseur, scenarioschrijver, filmproducent   | Spanje           |
|         | Jessica Chastain                 | Actrice, producente                               | Verenigde Staten |
| nothumb | Maren Ade                        | Regisseur, scenarioschrijver, producente          | Duitsland        |
| nothumb | Fan Bingbing                     | Actrice, producente                               | China            |
| nothumb | Agnès Jaoui                      | Regisseur, actrice, scenarioschrijver, producente | Frankrijk        |
| nothumb | Park Chan-wook                   | Regisseur, scenarioschrijver, producent           | Zuid-Korea       |
| nothumb | Will Smith                       | Acteur, producent                                 | Verenigde Staten |
| nothumb | Paolo Sorrentino                 | Regisseur, scenarioschrijver                      | Italië           |
|         | Gabriel Yared                    | Componist                                         | Frankrijk        |

### Selectie (langspeelfilms)
Speelfilms geselecteerd voor de competitie:
| Film                            | Regisseur            | Land                | Prijzen                                                                       |
| ------------------------------- | -------------------- | ------------------- | ----------------------------------------------------------------------------- |
| Aus dem Nichts                  | Fatih Akın           | Duitsland           | Beste actrice (Diane Kruger)                                                  |
| The Meyerowitz Stories          | Noah Baumbach        | Verenigde Staten    | Palm Dog Award                                                                |
| 120 battements par minute       | Robin Campillo       | Frankrijk           | Grote prijs (Grand Prix) FIPRESCI-prijs Queer Palm Award                      |
| The Beguiled                    | Sofia Coppola        | Verenigde Staten    | Beste regie                                                                   |
| Rodin                           | Jacques Doillon      | Frankrijk           |                                                                               |
| Happy End                       | Michael Haneke       | Oostenrijk          |                                                                               |
| Wonderstruck                    | Todd Haynes          | Verenigde Staten    |                                                                               |
| Le Redoutable                   | Michel Hazanavicius  | Frankrijk           |                                                                               |
| Okja                            | Bong Joon-ho         | Zuid-Korea          |                                                                               |
| Hikari                          | Naomi Kawase         | Japan               | Prix du Jury Œcuménique                                                       |
| The Killing of a Sacred Deer    | Giorgos Lanthimos    | Griekenland         | Beste scenario (ex-aequo met Lynne Ramsay)                                    |
| A Gentle Creature               | Sergei Loznitsa      | Oekraïne            |                                                                               |
| Jupiter holdja (Jupiter's Moon) | Kornél Mundruczó     | Hongarije           |                                                                               |
| L'Amant double                  | François Ozon        | Frankrijk           |                                                                               |
| You Were Never Really Here      | Lynne Ramsay         | Verenigd Koninkrijk | Beste scenario (ex-aequo met Giorgos Lathimos) Beste acteur (Joaquin Phoenix) |
| Good Time                       | Benny en Josh Safdie | Verenigde Staten    |                                                                               |
| Geu-Hu (The Day After)          | Hong Sang-soo        | Zuid-Korea          |                                                                               |
| Nelyubov                        | Andrej Zvjaguintchev | Rusland             | Prijs van de jury                                                             |
| The Square                      | Ruben Östlund        | Zweden              | Gouden Palm                                                                   |

Langspeelfilms buiten competitie:
| Film                                    | Regisseur             | Land                                  |
| --------------------------------------- | --------------------- | ------------------------------------- |
| Les Fantômes d'Ismaël (openingsfilm)    | Arnaud Desplechin     | Frankrijk                             |
| Mugen Non Junin (Blade of the Immortal) | Takashi Miike         | Japan- Verenigd Koninkrijk            |
| How to Talk to Girls at Parties         | John Cameron Mitchell | Verenigd Koninkrijk- Verenigde Staten |
| Visages, villages                       | Agnès Varda, JR       | Frankrijk                             |
| D'apres une histoire vraie              | Roman Polański        | Frankrijk                             |

Séances de minuit:
| Film                      | Regisseur              | Land                           |
| ------------------------- | ---------------------- | ------------------------------ |
| Ak-Nyeo                   | Jung Byung-gil         | Zuid-Korea                     |
| Bulhadang (The Merciless) | Byun Sung-hyun         | Zuid-Korea                     |
| A Prayer Before Dawn      | Jean-Stéphane Sauvaire | Verenigd Koninkrijk- Frankrijk |

Séances spéciales:
| Film                                                   | Regisseur              | Land                    |
| ------------------------------------------------------ | ---------------------- | ----------------------- |
| An Inconvenient Sequel                                 | Bonni Cohen, Jon Shenk | Verenigde Staten        |
| 12 jours                                               | Raymond Depardon       | Frankrijk               |
| They                                                   | Anahita Ghazvinizadeh  | Verenigde Staten- Qatar |
| La Caméra de Claire                                    | Hong Sang-soo          | Frankrijk- Zuid-Korea   |
| Promised Land                                          | Eugene Jarecki         | Verenigde Staten        |
| Napalm                                                 | Claude Lanzmann        | Frankrijk               |
| 24 Frames                                              | Abbas Kiarostami       | Iran                    |
| Demons in Paradise (in competitie voor de Caméra d'or) | Jude Ratman            | Sri Lanka               |
| Sea Sorrow                                             | Vanessa Redgrave       | Verenigd Koninkrijk     |

## Kortfilms(Cinéfondation et des courts métrages)

### Jury[4]
| Naam | Naam                             | Beroep                                      | Land             |
| ---- | -------------------------------- | ------------------------------------------- | ---------------- |
|      | Cristian Mungiu (juryvoorzitter) | Filmregisseur, scenarioschrijver, producent | Roemenië         |
|      | Clotilde Hesme                   | Actrice                                     | Frankrijk        |
|      | Barry Jenkins                    | Regisseur, scenarioschrijver                | Verenigde Staten |
|      | Eric Khoo                        | Regisseur, scenarioschrijver, productent    | Singapore        |
|      | Athina Rachel Tsangari           | Regisseur, scenarioschrijver, producente    | Griekenland      |

### Kortfilms
Volgende kortfilms uit een selectie van 4843 inzendingen:
| Film              | Regisseur             | Land                                         |
| ----------------- | --------------------- | -------------------------------------------- |
| Katto             | Teppo Airaksinen      | Finland                                      |
| Pépé le morse     | Lucrèce Andreae       | Frankrijk                                    |
| A Drowning Man    | Madhi Fleifel         | Verenigd Koninkrijk- Denemarken- Griekenland |
| Lunch Time        | Alireza Ghasemi       | Iran                                         |
| Across My Land    | Fiona Godivier        | Verenigde Staten                             |
| Koniec Widzenia   | Grzegorz Molda        | Polen                                        |
| Xiao Cheng Er Yue | Yang Qiu              | China                                        |
| Damiana           | Andrés Ramirez Pulido | Colombia                                     |
| Push It           | Julia Thelin          | Zweden                                       |

### Cinéfondation
De Cinéfondation-sectie focust op films gemaakt door studenten in filmscholen. De volgende 16 films (14 fictiefilms en 2 animatiefilms) werden geselecteerd uit 2600 inzendingen van filmscholen uit de gehele wereld.
| Film                                         | Regisseur              | School                                             | Prijzen |
| -------------------------------------------- | ---------------------- | -------------------------------------------------- | ------- |
| Ben Mamshich - בן ממשיך                      | Yuval Aharoni          | Steve Tisch School of Film & Television Israël     |         |
| Heyvan                                       | Bahman Ark, Bahran Ark | Iranian National School of Cinema Iran             |         |
| Atlantida, 2003                              | Michal Blasko          | FTF VSMU Slowakije                                 |         |
| Lejla                                        | Stijn Bouma            | Sarajevo Film Academy Bosnië en Herzegovina        |         |
| Vazio Do Lado De Fora                        | Eduardo Brandao Pinto  | Universidade Federal Fluminense Brazilië           |         |
| Tokeru                                       | Aya Igashi             | Toho Gakuen Film Techniques Training College Japan |         |
| Afternoon Clouds                             | Payal Kapadia          | Film and Television Institute of India India       |         |
| A perdre haleine                             | Léa Krawczyk           | La Poudrière Frankrijk                             |         |
| Give Up the Ghost                            | Marian Mathias         | Tisch School of the Arts Verenigde Staten          |         |
| Paul est là                                  | Valentina Maurel       | INSAS België                                       |         |
| Camouflage                                   | Imge Özbilge           | KASK België                                        |         |
| Pequeno Manifesto En Contra Del Cine Solemne | Roberto Porta          | Universidad del Cine Argentinië                    |         |
| Wild Horses                                  | Roxy Stewart           | NFTS Verenigd Koninkrijk                           |         |
| Lathatatlanul                                | Aron Szentpéteri       | Szinhaz-ès Filmmuvészeti Egyetem Hongarije         |         |
| Deux égarés sont morts                       | Tommaso Usberti        | La Fémis Frankrijk                                 |         |
| Yin Shian Bien Jian Gon Lu                   | Yi-Ling Wang           | National Taiwan University of Arts Taiwan          |         |

## Un certain regard

### Jury
| Naam | Naam                         | Beroep                                                       | Land             |
| ---- | ---------------------------- | ------------------------------------------------------------ | ---------------- |
|      | Uma Thurman (juryvoorzitter) | Actrice, producente                                          | Verenigde Staten |
|      | Mohamed Diab                 | Regisseur, scenarioschrijver, auteur                         | Egypte           |
|      | Reda Kateb                   | Acteur                                                       | Frankrijk        |
|      | Joachim Lafosse              | Regisseur, scenarioschrijver                                 | België           |
|      | Karel Och                    | Artistiek directeur Internationaal filmfestival van Karlsbad | Tsjechië         |

### Selectie
Volgende films werden geselecteerd voor de competitie:
| Film                                                                                  | Regisseur                    | Land                             | Prijs                  |
| ------------------------------------------------------------------------------------- | ---------------------------- | -------------------------------- | ---------------------- |
| Barbara (openingsfilm)                                                                | Mathieu Amalric              | Frankrijk                        |                        |
| La novia del desierto (in competitie voor de Caméra d'or)                             | Cecilia Atan, Valeria Pivato | Argentinië- Chili                |                        |
| Tesnota (in competitie voor de Caméra d'or)                                           | Kantemir Balagov             | Singapore                        | FIPRESCI-prijs         |
| Aala kaf ifrit                                                                        | Kaouther Ben Hania           | Tunesië                          |                        |
| L'Atelier                                                                             | Laurent Cantet               | Frankrijk                        |                        |
| Fortunata                                                                             | Sergio Castellitto           | Italië                           |                        |
| Las hijas de Abril                                                                    | Michel Franco                | Mexico                           | Prijs van de jury      |
| Western                                                                               | Valeska Grisebach            | Duitsland- Bulgarije- Oostenrijk |                        |
| Posoki                                                                                | Stefan Komandarev            | Bulgarije- Duitsland             |                        |
| Out (in competitie voor de Caméra d'or)                                               | Gyorgy Kristof               | Slowakije- Verenigde Staten      |                        |
| Sanpo suru shinryakusha (Before We Vanish)                                            | Kiyoshi Kurosawa             | Japan                            |                        |
| En attendant les hirondelles (The Nature of Time) (in competitie voor de Caméra d'or) | Karim Moussaoui              | Frankrijk                        |                        |
| Lerd                                                                                  | Mohammad Rasoulof            | Iran                             | Prix Un certain regard |
| Jeune Femme (in competitie voor de Caméra d'or)                                       | Léonor Serraille             | Frankrijk                        | Caméra d'or            |
| Wind River (in competitie voor de Caméra d'or)                                        | Taylor Sheridan              | Verenigde Staten                 | Beste regisseur        |
| Après la guerre (After the War) (in competitie voor de Caméra d'or)                   | Annarita Zambrano            | Frankrijk                        |                        |

## Semaine de la critique

### Jury[6]
| Naam | Naam                                   | Beroep                                                            | Land              |
| ---- | -------------------------------------- | ----------------------------------------------------------------- | ----------------- |
|      | Kleber Mendonça Filho (juryvoorzitter) | Regisseur, scenarioschrijver                                      | Brazilië          |
|      | Diana Bustamante Escobar               | Producent, artistiek directeur van het Filmfestival van Cartagena | Colombia          |
|      | Eric Kohn                              | Redacteur en directeur van Indiewire                              | Verenigde Staten  |
|      | Hania Mroué                            | Directrice van cinema Metropolis                                  | Libanon           |
|      | Niels Schneider                        | Komiek                                                            | Canada- Frankrijk |

### Selectie
Volgende films werden geselecteerd voor de competitie:
| Film                 | Regisseur                | Land                        | Prijzen                  |
| -------------------- | ------------------------ | --------------------------- | ------------------------ |
| Ava                  | Léa Mysius               | Frankrijk                   |                          |
| La familia           | Gustavo Rondón Córdova   | Venezuela- Chili- Noorwegen |                          |
| Gabriel e a montanha | Fellipe Gamarano Barbosa | Brazilië- Frankrijk         | Prix Révélation France 4 |
| Makala               | Emmanuel Gras            | Frankrijk                   | Grand Prix Nespresso     |
| Oh Lucy!             | Atsuko Hirayanagi        | Japan- Verenigde Staten     |                          |
| Los Perros           | Marcela Said             | Chili- Frankrijk            |                          |
| Tehran Taboo         | Ali Soozandeh            | Duitsland- Oostenrijk       |                          |

Séances spéciales:
| Film                                | Regisseur                         | Land                |
| ----------------------------------- | --------------------------------- | ------------------- |
| Sicilian Ghost Story (openingsfilm) | Fabio Grassadonia, Antonio Piazza | Italië              |
| Petit Paysan                        | Hubert Charuel                    | Frankrijk           |
| Une vie violente                    | Thierry de Peretti                | Frankrijk           |
| After School Knife Fight            | Caroline Poggi, Jonathan Vinel    | Frankrijk           |
| Coelho Mau (Bad Bunny)              | Carlos Conceição                  | Portugal- Frankrijk |
| Les Îles                            | Yann Gonzalez                     | Frankrijk           |
| Brigsby Bear (slotfilm)             | Dave McCary                       | Verenigde Staten    |

### Kortfilms
| Film                                       | Regisseur               | Land                          |
| ------------------------------------------ | ----------------------- | ----------------------------- |
| Los desheredados                           | Laura Ferrés            | Spanje                        |
| Ela - Szkice na Pozegnanie                 | Oliver Adam Kusio       | Duitsland                     |
| Les Enfants partent à l'aube               | Manon Coubia            | Frankrijk                     |
| Jodilerks Dela Cruz, Employee of the Month | Carlo Francisco Manatad | Filipijnen- Singapore         |
| Möbius                                     | Sam Kuhn                | Verenigde Staten- Canada      |
| Najpiękniejsze fajerwerki ever             | Aleksandra Terpińska    | Polen                         |
| Real Gods Require Blood                    | Moin Hussain            | Verenigd Koninkrijk           |
| Selva                                      | Sofía Quirós Ubeda      | Costa Rica- Argentinië- Chili |
| TESLA : LUMIÈRE MONDIALE                   | Matthew Rankin          | Canada                        |
| Le Visage                                  | Salvatore Lista         | Frankrijk                     |

## Quinzaine des réalisateurs

### Langspeelfilms
| Film                                                           | Regisseur                     | Land                                 | Prijzen                  |
| -------------------------------------------------------------- | ----------------------------- | ------------------------------------ | ------------------------ |
| A Ciambra                                                      | Jonas Carpignano              | Italië- Frankrijk- Duitsland         |                          |
| Alive in France                                                | Abel Ferrara                  | Frankrijk                            |                          |
| L'Amant d'un jour                                              | Philippe Garrel               | Frankrijk                            | Prix SACD                |
| Bushwick                                                       | Cary Murnion, Jonathan Milott | Verenigde Staten                     |                          |
| Cuori Puri                                                     | Roberto De Paolis             | Italië                               |                          |
| The Florida Project                                            | Sean S. Baker                 | Verenigde Staten                     |                          |
| Frost                                                          | Šarūnas Bartas                | Litouwen- Frankrijk- Polen- Oekraïne |                          |
| I Am Not a Witch                                               | Rungano Nyoni                 | Verenigd Koninkrijk- Frankrijk       |                          |
| Jeannette, l'enfance de Jeanne d'Arc                           | Bruno Dumont                  | Frankrijk                            |                          |
| L'Intrusa                                                      | Leonardo Di Costanzo          | Italië- Frankrijk- Zwitserland       |                          |
| La defensa del dragón                                          | Natalia Santa                 | Colombia                             |                          |
| Marlina si pembunuh dalam empat babak                          | Mouly Surya                   | Indonesië                            |                          |
| Mobile Homes                                                   | Vladimir de Fontenay          | Canada- Frankrijk                    |                          |
| Nothingwood                                                    | Sonia Kronlund                | Frankrijk- Duitsland                 |                          |
| Ôtez-moi d'un doute                                            | Carine Tardieu                | Frankrijk- België                    |                          |
| Patti Cake$                                                    | Geremy Jasper                 | Verenigde Staten                     |                          |
| The Rider                                                      | Chloé Zhao                    | Verenigde Staten                     | Art Cinema Award (CICAE) |
| Un beau soleil intérieur (openingsfilm)                        | Claire Denis                  | Frankrijk                            | Prix SACD                |
| West of the Jordan River (Field Diary Revisited) (ממערב לירדן) | Amos Gitai                    | Israël                               |                          |

Séances spéciales:
| Film              | Regisseur   | Land     |
| ----------------- | ----------- | -------- |
| A Fábrica de Nada | Pedro Pinho | Portugal |

### Kortfilms
| Film                | Regisseur                              | Land        |
| ------------------- | -------------------------------------- | ----------- |
| Água Mole           | Laura Goncalves, Alexandra Ramires     | Portugal    |
| La Bouche           | Camilo Restrepo                        | Frankrijk   |
| Copa-Loca           | Christos Massalas                      | Griekenland |
| Creme de Menthe     | David Philippe Gagné, Jean-Marc E. Roy | Canada      |
| Farpões, Baldios    | Marta Mateus                           | Portugal    |
| Min Börda           | Niki Lindroth von Bahr                 | Zweden      |
| Nada                | Gabriel Martins                        | Brazilië    |
| Retour à Genoa City | Benoit Grimalt                         | Frankrijk   |
| Tijuana Tales       | Jean-Charles Hue                       | Frankrijk   |
| Trešnje             | Dubravka Turić                         | Kroatië     |

## Caméra d'or

### Jury
De internationale jury:
| Naam | Naam                                | Beroep                       | Land        |
| ---- | ----------------------------------- | ---------------------------- | ----------- |
|      | Sandrine Kiberlain (juryvoorzitter) | Filmregisseuse en comédienne | Frankrijk   |
|      | Patrick Blossier                    | DoP                          | Frankrijk   |
|      | Élodie Bouchez                      | Actrice                      | Frankrijk   |
|      | Guillaume Brac                      | Regisseur, producent         | Frankrijk   |
|      | Thibault Carterot                   | Voorzitter van M141          | Frankrijk   |
|      | Fabien Gaffez                       | Schrijver, criticus          | Frankrijk   |
|      | Michel Merkt                        | Producent                    | Zwitserland |

## Prijswinnaars
| Categorie                   | Winnaar                   | Regisseur of film            | Land                |
| --------------------------- | ------------------------- | ---------------------------- | ------------------- |
| Gouden Palm                 | The Square                | Ruben Östlund                | Zweden              |
| Grote Prijs                 | 120 battements par minute | Robin Campillo               | Frankrijk           |
| Juryprijs                   | Loveless                  | Andrej Zvjaguintchev         | Rusland             |
| Beste regisseur             | Sofia Coppola             | The Beguiled                 | Verenigde Staten    |
| Beste acteur                | Joaquin Phoenix           | You Were Never Really Here   | Verenigd Koninkrijk |
| Beste actrice               | Diane Kruger              | Aus dem Nichts               | Duitsland           |
| Beste scenario              | Giorgos Lanthimos         | The Killing of a Sacred Deer | Griekenland         |
| Beste scenario              | Lynne Ramsay              | You Were Never Really Here   | Verenigd Koninkrijk |
| Gouden camera (Caméra d'or) | Jeune Femme               | Léonor Sérraille             | Frankrijk           |
| Beste korte film            | Xiao Cheng Er Yue         | Yang Qiu                     | China               |
| Erepalm (Palme d'honneur)   | Jeffrey Katzenberg        | Jeffrey Katzenberg           | Verenigde Staten    |